# Dasyhelea pollex
Dasyhelea pollex är en tvåvingeart som beskrevs av Art Borkent och Forster 1986. Dasyhelea pollex ingår i släktet Dasyhelea och familjen svidknott. Inga underarter finns listade i Catalogue of Life.